# Still Rising
Still Rising – piąty solowy album amerykańskiego rapera Jeru the Damaja

## Lista utworów
1. "Intro"
2. "The Crack"
3. "The Prophet"
4. "Ghetto"
5. "Murdera"
6. "Quantum Leap"
7. "History 101"
8. "How Ill"
9. "Will Grow" (Interlude)
10. "Dirty Bomb"
11. "NY"
12. "Juss Buggn'"
13. "Airplay"
14. "Kick Rocks"
15. "Hold Tight"
16. "Streets" feat. Camile Velasco